# 三湾郷
三湾郷（サンワンきょう）は、台湾苗栗県の郷。

## 歴史
明代に大陸からの移民が台湾に渡航し、当初は竹塹（現在の新竹市）が開発の中心であったが、乾隆年間に次第に中港（現在の竹南鎮）に移り、さらに中港渓沿いに上流へと移動し、斗煥坪、内湾そして三湾郷が開発された。三湾の地名は、元来河川が3箇所彎曲した場所を開発したことから、それぞれ「内彎」、「二彎」、「三彎」と命名され、後に「彎」を平易な「湾」と改め現在に至っている。

## 行政区
| 里                                                             |
| -------------------------------------------------------------- |
| 三湾村、大坪村、北埔村、頂寮村、大河村、永和村、内湾村、銅鏡村 |

## 歴代郷長
| 代 | 氏名 | 任期 |
| -- | ---- | ---- |

## 交通
| 種別 | 路線名称 | その他 |
| ---- | -------- | ------ |
| 省道 | 台3線    |        |

## 観光
- 永和山ダム（中国語版）
- 五穀廟
- 銅鏡山
- 獅頭山